# Alfred Brugnot
Pour les articles homonymes, voir Brugnot.
Barthélemy Brugnot, prend le prénom Alfred bien que ne figurant sur aucun acte civil, est un homme politique français né le 11 mai 1827 à Monthelie (Côte-d'Or) et décédé le 5 avril 1903 à Paris.

## Biographie
Notaire à Épinal en 1855. Il épouse Eugénie Jeanmaire, fille d'un avocat de la ville, Eugène Jeanmaire et chef de l'opposition républicaine. En 1869, Alfred prend sa retraite. Son beau-père est élu député républicain d'Épinal en 1876 puis en 1877 mais face à des problèmes de vue, il ne se présente pas en 1881 et c'est Alfred qui prend sa place. Membre depuis novembre 1880 de la loge maçonnique d'Épinal, il est élu sans concurrent avec plus de 90 % des suffrages exprimés. Il siège alors parmi les proches de Jules Ferry et s'oppose par exemple à la suppression du Concordat. En 1885, il est présent sur la liste républicaine opportuniste à la quatrième place mais arrive troisième en nombre de voix et siège alors à l'Union des gauches.
L'année suivante, il se présente aux cantonales dans le canton de Xertigny mais il est battu par le conservateur Albert de Pruines. En 1889, il est réélu dès le premier tour avec 51,55 % des suffrages face à trois adversaires, Albert de Pruines (29,20 %), Octave Houdaille (14,14 %), avocat boulangiste et Albert Aubry (5,03 %), bonapartiste.
Dès janvier 1891 cependant, il se présente aux sénatoriales avec Jules Ferry et le sénateur sortant Christian Kiener et obtient le plus de voix. Il se  consacre aux questions juridiques et financières. Il est une nouvelle fois  réélu avec le meilleur score en 1900 mais sa présence au Sénat se fait de plus en plus rare face à sa santé déclinante.